# Iqaluit
Iqaluit (dříve Frobisher Bay) je hlavní a největší město kanadského teritoria Nunavut.

## Poloha
Město leží v jižní části Baffinova ostrova na konci Frobisher Bay (Frobisherův záliv).

## Historie
Roku 1942 zde byla založena osada pod jménem Frobisher Bay. 1. ledna 1987 byl změněn původní název Frobisher Bay na současný Iqaluit. 16. května 2001 se obec dočkala oficiálního povýšení na město.

## Demografie
- Původní obyvatelé[3] 60,0 %
  - Inuité 58,2 %
  - Míšenci 0,9 %
  - Severoameričtí indiáni 0,7 %
- Nepůvodní obyvatelé 40,0 %

- Mateřský jazyk[4]
  - Angličtina (oficiální federální jazyk) 42,8 %
  - Francouzština (oficiální federální jazyk) 4,5 %
  - Angličtina a francouzština 0,2 %
  - Ostatní 52,4 %
    - Okolo 81,2 % původní populace deklarovalo, že některý z domorodých jazyků (zejména Inuitština - oficiální teritoriální jazyk) byl jejich mateřským jazykem. 87,8 % populace uvedlo, že disponuje znalostí některého z domorodých jazyků.[3]

- Náboženství[5]
  - Protestanti 64,4 %
  - Římští katolící (Roman Catholic Diocese of Churchill-Baie d'Hudson) 19,4 %
  - Ostatní křesťané 2,5 %
  - Ostatní náboženství 1,2 %
    - Muslimové 0,3 %
    - Buddhisté 0,2 %

  - Bez vyznání 12,6 %

## Doprava
Město je extrémně odlehlé, daleko od kanadské silniční sítě. Jediné spojení se světem zajišťuje letecká doprava, pokud moře není zamrzlé, tak také doprava lodní.
Letiště disponuje dráhou dostatečně kvalitní pro většinu velkých dopravních letadel. Také je centrem pro testování nových letounů, respektive zkouší se jejich chování v chladném podnebí.
V polovině léta lodě o výtlaku ne větším než 15 000 tun do města transportují objemné a těžké náklady. Tyto náklady musí být překládány na menší čluny, protože přístav nemá dostatečnou hloubku.
Zkušení obyvatelé buď na sněžnicích, psích spřeženích nebo s pomocí sněžných skútrů překračují Hudsonův průliv na kanadskou pevninu, musí přitom překonat vzdálenost větší než 100 km.

## Fotogalerie

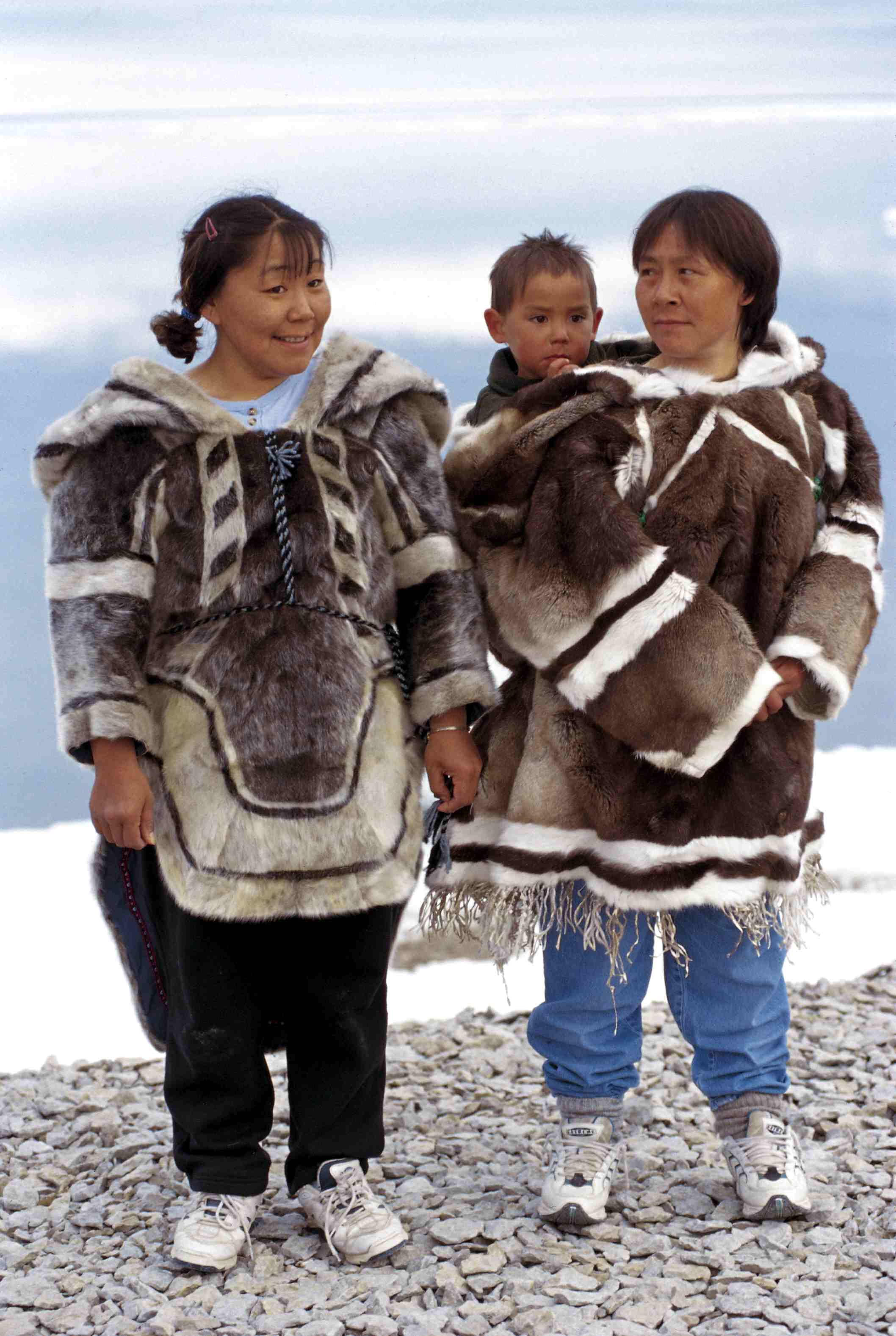
Inuité
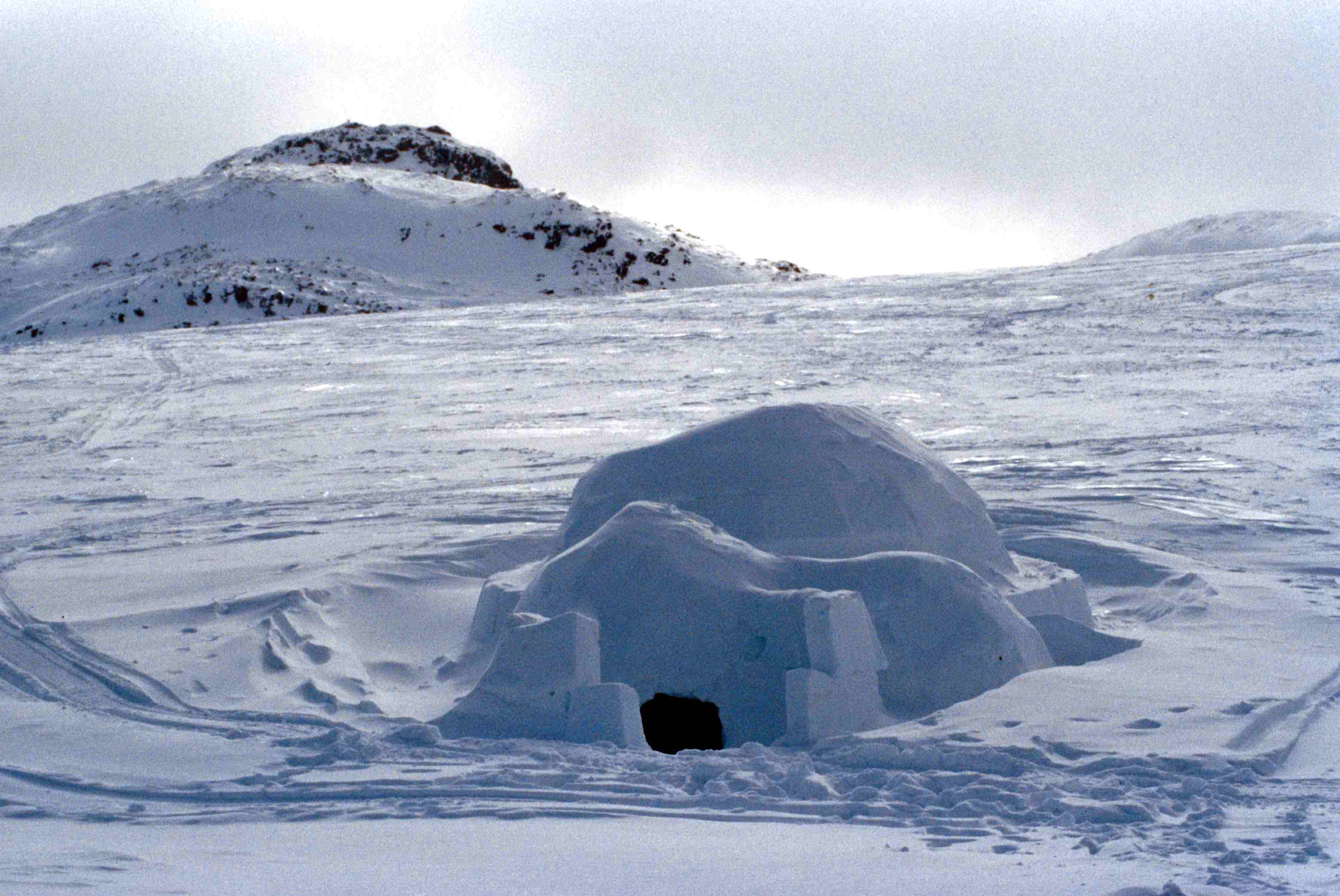
Iglú
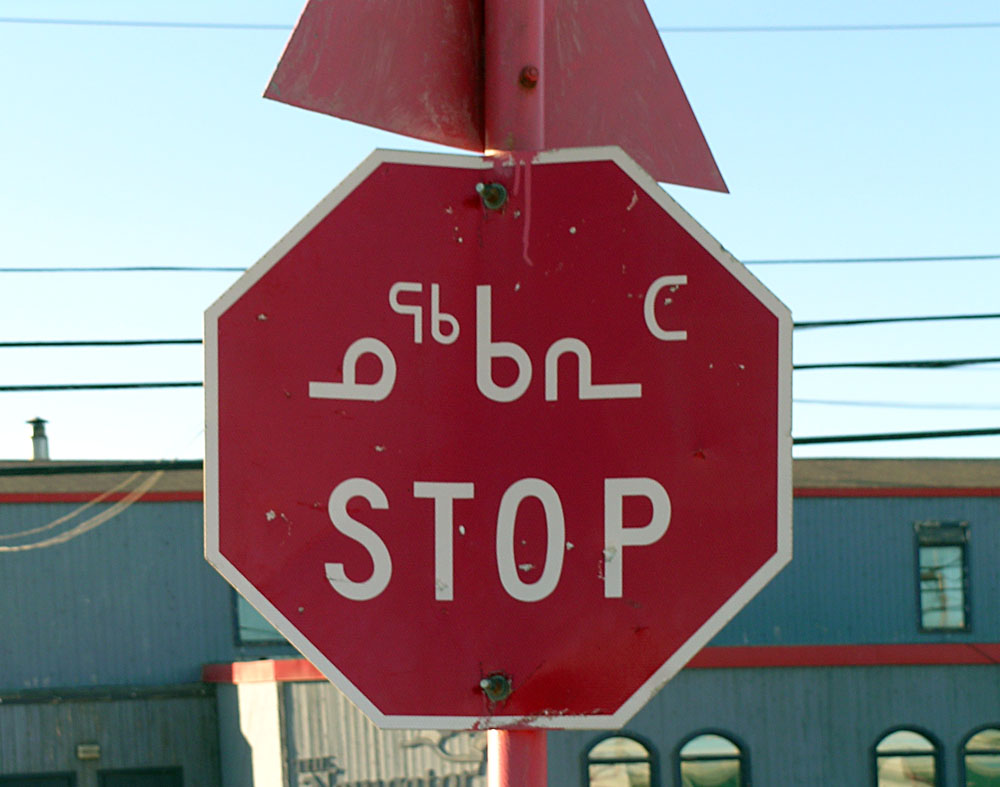
cedule a dopravní značení jsou zde psány dvojjazyčně: inuisky a anglicky
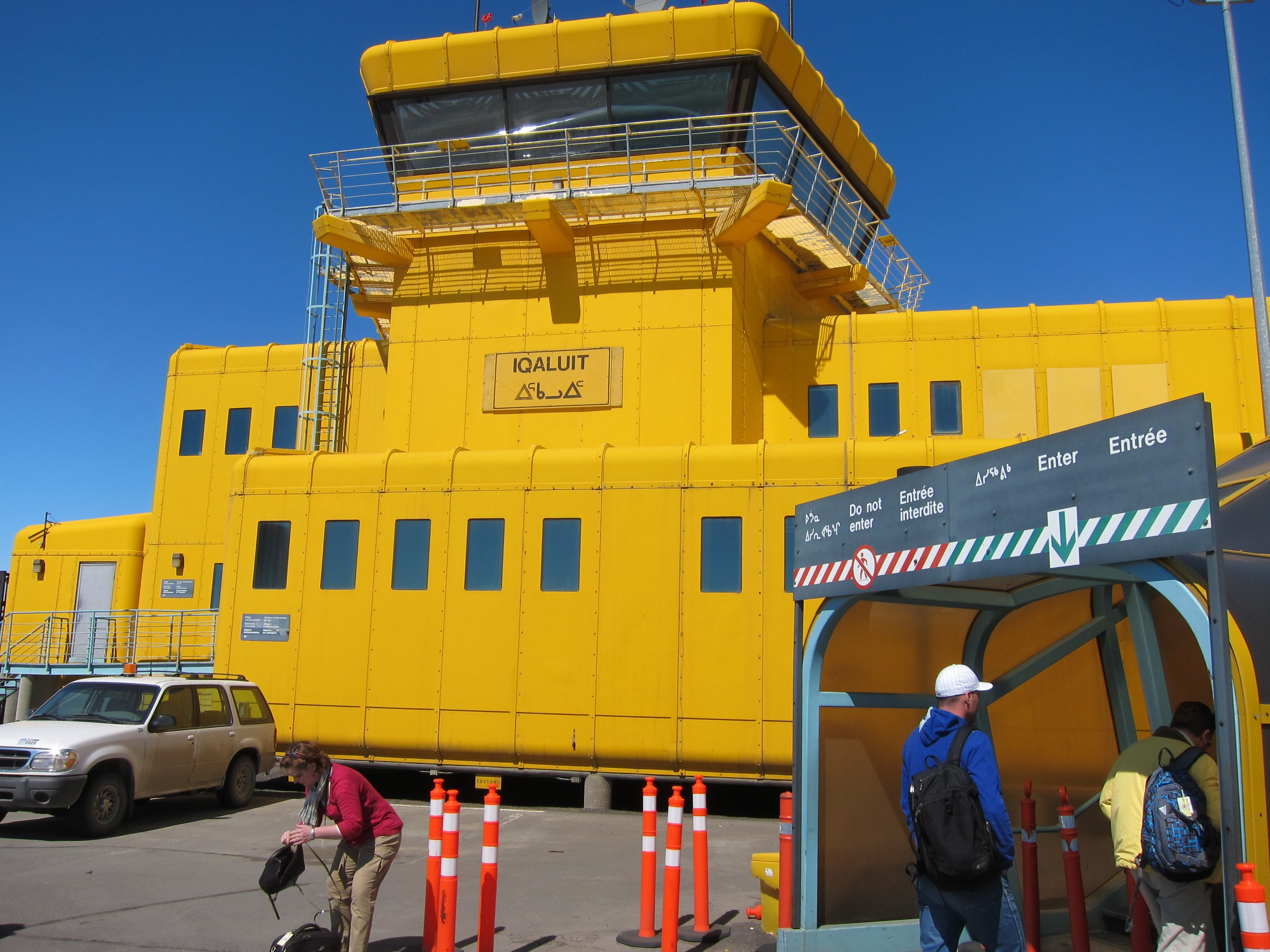
letiště v Iqualuitu
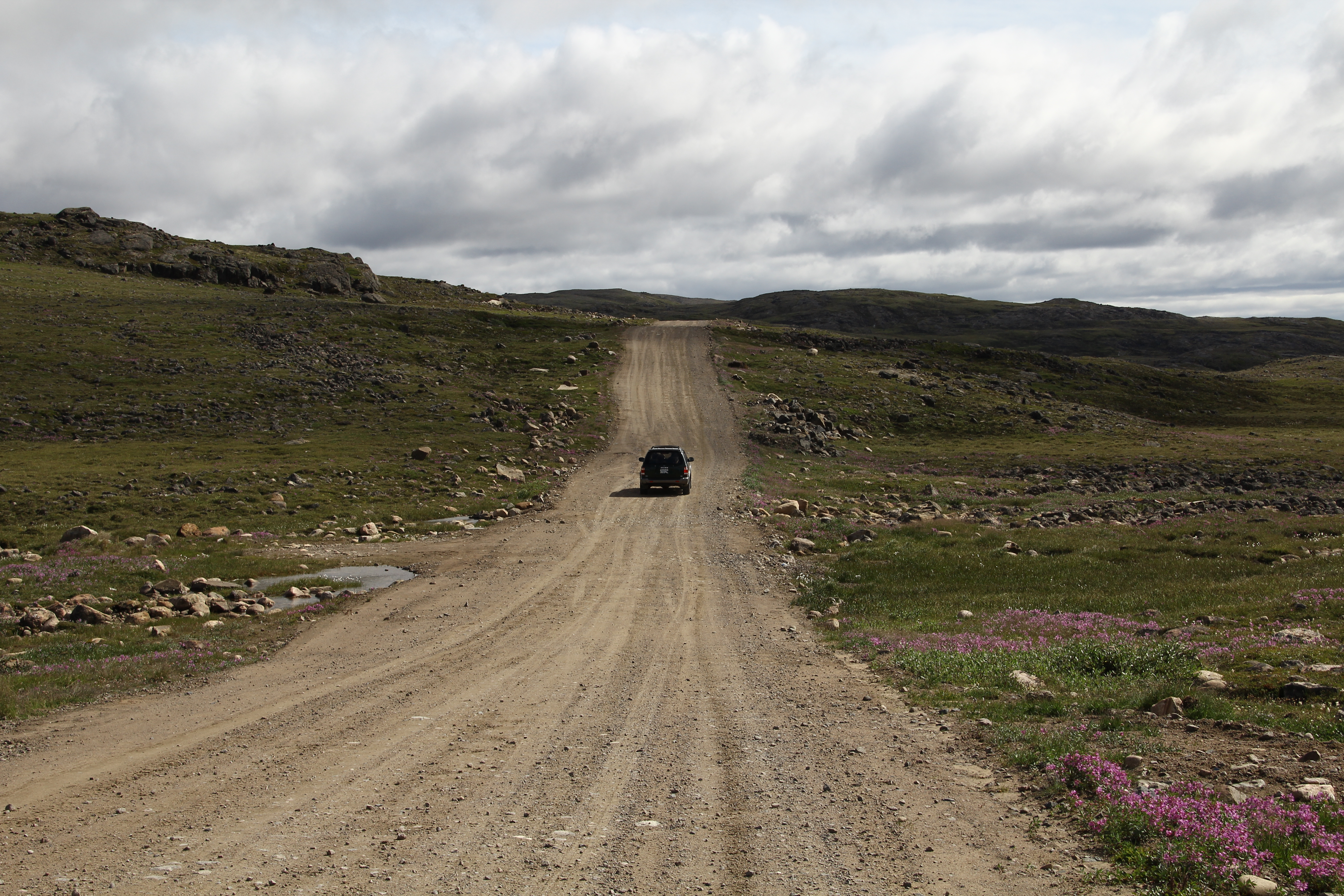
Road to Nowhere, stezka poblíž Iqualuitu